# 압드 알아르라만 알바자즈

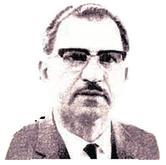
압드 아르라만 알바자즈

압드 알아르라만 알바자즈(아랍어:عبد الرحمن البزاز, 1913년 - 1973년 8월 24일)는 이라크의 정치가이다. 제2대 대통령인 압둘 살람 아리프가 비행기 사고로 서거하자 당시 부통령이었던 알바자즈가 권한 대행을 시작하여 3대 대통령이 되었다. 1966년 4월 16일 대통령 집권 나흘만에 권한 대행을 끝냈다.
| 전임 압둘 살람 아리프 | 이라크 대통령 1966년 4월 13일 ~ 1966년 4월 16일(권한 대행) | 후임 압둘 라만 아리프 |

|  | 이라크 부통령 1965년 ~ 1966년 4월 13일 | 후임 사담 후세인 |